# Cantonul Portet-sur-Garonne
Cantonul Portet-sur-Garonne este un canton din arondismentul Muret, departamentul Haute-Garonne, regiunea Midi-Pyrénées, Franța.

## Comune
- Eaunes
- Labarthe-sur-Lèze
- Lagardelle-sur-Lèze
- Pinsaguel
- Pins-Justaret
- Portet-sur-Garonne (reședință)
- Roques
- Roquettes
- Saubens
- Villate